# Allsvenskan de 1961
A Primeira Divisão do Campeonato Sueco de Futebol da temporada 1961, denominada oficialmente de Allsvenskan 1961, foi a 37º edição da principal divisão do futebol sueco. O campeão foi o IF Elfsborg que conquistou seu 4º título na história da competição.

## Classificação final
| Pos. | Equipe          | J  | V  | E | D  | GP | GC | Pts | SG  |
| ---- | --------------- | -- | -- | - | -- | -- | -- | --- | --- |
| 1    | IF Elfsborg     | 22 | 13 | 5 | 4  | 54 | 37 | 31  | +17 |
| 2    | IFK Norrköping  | 22 | 11 | 4 | 7  | 50 | 30 | 26  | +20 |
| 3    | IFK Göteborg    | 22 | 11 | 4 | 7  | 62 | 47 | 26  | +15 |
| 4    | Örebro SK       | 22 | 8  | 8 | 6  | 39 | 33 | 24  | +6  |
| 5    | Malmö FF        | 22 | 10 | 4 | 8  | 31 | 34 | 24  | -3  |
| 6    | IFK Malmö       | 22 | 8  | 6 | 8  | 30 | 26 | 22  | +4  |
| 7    | Örgryte IS      | 22 | 8  | 5 | 9  | 41 | 39 | 21  | +2  |
| 8    | Helsingborgs IF | 22 | 7  | 6 | 9  | 44 | 44 | 20  | 0   |
| 9    | Degerfors IF    | 22 | 8  | 4 | 10 | 27 | 38 | 20  | -11 |
| 10   | Hammarby IF     | 22 | 7  | 5 | 10 | 33 | 52 | 19  | -19 |
| 11   | AIK Fotboll     | 22 | 6  | 6 | 10 | 29 | 42 | 18  | -13 |
| 12   | Sandvikens IF   | 22 | 5  | 3 | 14 | 29 | 47 | 13  | -18 |

## Premiação
| Allsvenskan 1961                |
| Sweden                          |
| ------------------------------- |
| IF ELFSBORG Campeão (4º título) |